# Заречье (28645406146, Осташковский район)
Заречье — деревня в Осташковском городском округе Тверской области.

## География
Находится в западной части Тверской области на расстоянии приблизительно 13 км на северо-запад по прямой от города Осташков на западном берегу озера Селигер.

## История
Деревня была показана ещё на карте 1825 года. В 1859 году здесь (деревня Осташковского уезда) было учтено 19 дворов, в 1939 — 25. До 2017 года входила в Ботовское сельское поселение Осташковского района до их упразднения.

## Население
Численность населения: 187 человек (1859 год), 1 (русские 100 %) 2002 году, 1 в 2010.